# Bullpen
En béisbol, el bullpen (traducido literalmente como "toril", aunque dicha denominación no se utiliza en la terminología del béisbol) es el área donde los pitchers (lanzadores) de reemplazo calientan antes de entrar a jugar. El equipo de lanzadores de reemplazo es también conocido metonímicamente como "el bullpen". Estos lanzadores normalmente esperan en el bullpen si no han jugado todavía en un juego, más que en el dugout con el resto del equipo. El lanzador abridor también hace su calentamiento final en el bullpen antes del salir a jugar. Los mánager pueden llamar a los entrenadores en el bullpen mediante un teléfono interno desde el dugout para decir a un cierto lanzador que comience sus ejercicios de calentamiento.
Cada equipo generalmente tiene su propio bullpen, que consta de dos gomas de lanzamiento y platos de recepción a distancia reglamentaria. En los parques de juego de las Grandes Ligas, el bullpen está situado fuera del área de juego detrás de la valla de outfield. Actualmente hay dos parques de la MLB con bullpens en terreno de falta jugable: Oakland Coliseum y Tropicana Field.

## Origen del término
El origen del término bullpen, cuando es utilizado en béisbol, es debatido, sin que una teoría unánime, o incluso sustancial, se sostenga. El término se comenzó a usar generalmente por primera vez poco después del inicio del siglo XX y ha sido utilizado desde entonces con su significado presente. Según el Oxford English Dictionary el uso registrado más temprano de "bullpen" en la jerga del béisbol es en un artículo del 5 de octubre de 1924, en el Chicago Tribune. No obstante, el uso registrado más antiguo del término "bullpen" registrado en la actualidad, relacionado con un campo de béisbol data de un artículo del 24 de junio de 1883 en el New York Times. El primer uso del término en relación con el equipo de lanzadores de reemplazo data de un artículo del New York Times fechado en el 18 de septiembre de 1912.
Hay ejemplos numerosos—algún históricos, algunos especulativos—sobre el origen posible del término bullpen:

### Campos de prisioneros de guerra

#### Guerra civil norteamericana
Durante la Guerra Civil en los Estados Unidos, el conocido campo de prisioneros de Andersonville fue referido por los presos con el término bullpen.[cita requerida]

#### Segunda Guerra Mundial
Este uso en tiempos de guerra en los Estados Unidos ocurrió más recientemente, durante la Segunda Guerra Mundial. Tokio Yamane describió las condiciones en los campos de relocalización japoneses como "bullpen".[cita requerida]

## Uso del término en español
Dado que no existe una palabra correspondiente en idioma español referida específicamente a este término técnico, es frecuente encontrarlo en uso en numerosos artículos de prensa en su forma anglosajona.

## Ubicaciones
En la mayor parte de los estadios de las Grandes Ligas de Béisbol, el bullpen está situado fuera de la zona de juego, justo detrás de la valla de outfield. Generalmente, cada bullpen está separado del otro y cada equipo está localizado en el lado del campo correspondiente al dugout del equipo. Aun así, hay excepciones. En algunos parques de juego, el bullpen del equipo está situado de manera opuesta a su propio dugout, lo cual cuál deja al entrenador la posibilidad de mirar con mayor facilidad el calentamiento de los lanzadores desde su dugout. Una tendencia reciente es la instalación  de una valla metálica entre el bullpen y el outfield para ser visto más fácilmente tanto por los aficionados como los entrenadores, así como para dejar a los jugadores que calientan en el bullpen ver qué está ocurriendo en el campo.[cita requerida]
Dos estadios de las Ligas Mayores actualmente tienen sus bullpens en territorio de falta: Oakland–Alameda County Coliseum (Oakland Athletics) y Tropicana Field (Tampa Bay Rays). Esto era más común antiguamente y estadios más nuevos han optado por mover el bullpen al outfield donde el juego actual es menos probable que interfiera con el bullpen. En parques con bullpens en el territorio de falta, los lanzadores de reemplazo y el personal del bullpen generalmente se sienta en sillas o bancos a lo largo de la pared entre el campo y las gradas. El área de pitcheo del bullpen está en territorio de falta y en algunos de los estadios, está justo contra la línea de falta. Por lo tanto, no es raro que las bolas bateadas se dirijan hacia el bullpen, lo que requiere que los lanzadores que estén calentando (e incluso los sentados a lo largo de la pared) se muevan para evitar interferir con una jugada en curso o ser golpeados por la pelota. Por lo general, hay un recogepelotas al final del bullpen, cercano al plato de home para tratar de proteger a los jugadores de las bolas de falta golpeadas en esa dirección.[cita requerida]
Algunos parques tienen los bullpens en outfield con configuraciones inusuales. Petco Park tiene el bullpen local detrás de la valla de outfield y el de visitante detrás de aquel y a un nivel más alto. El bullpen visitante se trasladó a esta ubicación en territorio de falta al finalizar la temporada 2012.[cita requerida]